# استوارت میلنر بری
سر فیلیپ استوارت میلنر بری KCVO CB OBE (انگلیسی: Stuart Milner-Barry; ۲۰ سپتامبر ۱۹۰۶ – ۲۵ مارس ۱۹۹۵) شطرنج‌باز و تحلیلگر رمز اهل بریتانیا بود. او قبل و بعد از جنگ جهانی دوم شطرنج بازی می‌کرد. در طول جنگ جهانی دوم در پارک بلچلی کار می‌کرد و رئیس بخش "هات ۶" بود. میلنر همچنین نقشی در رمزگشایی پیام‌های آلمانی‌ها با ماشین انیگما داشت. او یکی از چهار کدشکن برجسته بلچلی بود که برای منابع بیشتر کار خود از نخست‌وزیر وینستون چرچیل در خواست مستقیم کرد. پس از پایان جنگ او در خزانه علیاحضرت مشغول به کار شد و بعدها کار در سیستم افتخار بریتانیا را به عهده گرفت. در شطرنج او نماینده انگلیس در مسابقات بین‌المللی شطرنج بود.